# Совинский, Войцех
Во́йцех Сови́нский (1805, Лукашовка, Подолье, Российская империя — 5 марта 1880, Париж) — польский композитор, пианист и литератор, большую часть жизни провёл в городе Париже, где и умер.

## Биография
Войцех Совинский учился в Вене под руководством Карла Черни (фортепиано), А. Жировеца и Лейдесдорфа (композиция). В 1828 году он отправился для дальнейших исследований в Италию, затем переехал в Париж, где работал учителем музыки.
Одним из первых его трудов было издание польских песен с французским переводом («Chants polonais nationaux et populaires»). Оригинальные композиции его авторства: оратория «Sw. Wojciech» (1845), «Zlote Gody» — опера, «Leonore» — лирическая драма, «Mazepa» — симфоническая увертюра, «Nonetto», несколько месс, увертюр, множество романсов на слова польских и французских поэтов и несколько салонных пьес. Основные литературные произведения: «Les musiciens polonais et slaves» (Париж, 1857), «Slownik muzyk ó w polskich» (1874), a также биографии (на французском языке) Бетховена (1869) и Моцарта (1873).